# Галат, Максим Лукич
Максим Лукич Галат (1883 — 1918) — революционер в Иркутской области.

## Биография
Родился в 1883 году в городе Бахмач Черниговской губернии.
Окончил реальное училище.
В 1903 году стал членом РСДРП.
Во время первой русской революции 1905 года выполнял задания партии: организовывал выпуск нелегальной литературы, создавал типографии в Конотопе, Чернигове, Могилёве.
Осенью 1907 года арестован царской жандармерией. Проведя два года в тюремной камере, в 1909 году был сослан на поселение в Сибирь — в Преображенскую волость Киренского уезда Иркутской губернии. Во время нахождения в ссылке создавал кассу взаимопомощи ссыльных, обучал политссыльных гражданской специальности.
После Февральской революции занимался организацией Совета рабочих, крестьянских и солдатских депутатов. Был избран комиссаром народной милиции, затем заместителем председателя, а в августе 1917 года председателем Совета. 
В декабре 1917 года занимался организацией советской власти в городе Киренске.
В 1918 году был избран председателем организованного военно-революционного уездного комитета. Занимался организацией снабжения продовольствием 20-ти тысяч бодайбинских приисков, проводил продразвёрстку и реквизицию хлебных запасов, а также гужевую и трудовую повинность по доставке продовольствия.
В ночь на 8 июля 1918 года во время антисоветского мятежа был расстрелян.
Был женат, имел двоих детей: Виктор (1917-1989) и Юрий (1918-2008)

## Память
- Именем М. Л. Галата и его соратника Г. С. Леонова названа одна из улиц города Киренска.

- На месте захоронения М. Л. Галата в городском парке культуры города Киренска ему установлен памятник.

- В иркутском сборнике «Революционный подвиг сибиряков» (1972), посвящённом известным революционерам в Сибири, М. Л. Галату посвящён целый очерк.